# Генеральный писарь

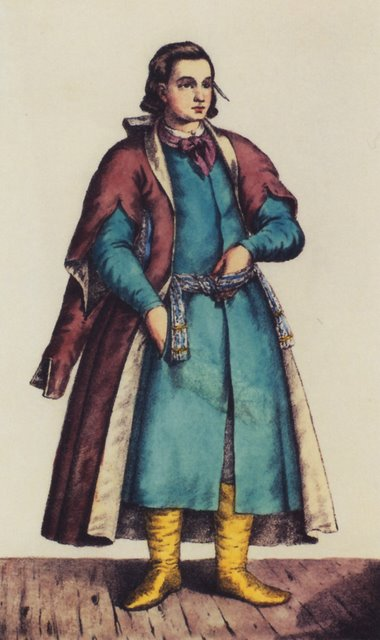
Казацкий писарь (1786)

Генеральный писарь — воинское звание высшего должностного лица в военно-административном аппарате Запорожской Сечи, Войска Запорожского (реестрового), Гетманщины и Слободской Украины. Генеральный писарь возглавлял генеральную войсковую канцелярию, исполняя обязанности государственного секретаря: ведал всей войсковой и государственной документацией, готовил указы и приказы, занимался корреспонденцией, отвечал за сохранность войсковой печати. Был первым советником гетмана, участвовал в переговорах на высшем уровне, принимал послов иностранных государств и войск. В военное время исполнял функции, близкие к функциям современного начальника Генерального штаба.

### Список
Данные представлены согласно исследованию Владимира Кривошеи
| Года                  | Имя                          | Гетманство                                         |
| --------------------- | ---------------------------- | -------------------------------------------------- |
| 1649 (1650)—1657      | Иван Выговский               | гетманство Богдана Хмельницкого                    |
| 1657—1659.9.          | Иван Груша                   | гетманство Ивана Выговского                        |
| 1659                  | Юрий Немирич                 | гетманство Ивана Выговского                        |
| 1659                  | Остап Фасциевич              | гетманство Юрия Хмельницкого                       |
| 1659—1660.21.12.      | Семен Голуховский            | гетманство Юрия Хмельницкого                       |
| 1660.21.12.—1661      | Павел Тетеря                 | гетманство Юрия Хмельницкого                       |
| ?—1663                | Захар Шуйкевич               | гетманство Юрия Хмельницкого и Ивана Брюховецкого  |
| ? – 1661.05.          | Семен Голуховский            | гетманство Юрия Хмельницкого                       |
| 1661.9.—1662.4.—?     | Василий Глосинский           | гетманство Юрия Хмельницкого                       |
| 1661—1663.8.18        | Михаил Вуяхевич-Высочинский  | гетманство Якима Сомко                             |
| ?—1663                | Самойло Савицкий             | гетманство Якима Сомко                             |
| 1663                  | Герасим Каплонский           | гетманство Павла Тетери                            |
| 1663.17.06.—1665      | Степан Потребич-Гречаный     | гетманство Ивана Брюховетского                     |
| ?—1664.12.—?          | Василий Глосинский           | гетманство Павла Тетери                            |
| 1665.8.—1666—?        | Иван Чекаловский             | гетманство Петра Дорошенко                         |
| ?—1667.6.—1668.8.—?   | Лука(ш) Бускевич             | гетманство Петра Дорошенко                         |
| ?—1668—?              | Федор Криницкий              | гетманство Ивана Брюховетского                     |
| ?—1668.11.11.—?       | Нестор Посудевский-Кононович | гетманство Петра Дорошенко                         |
| 1668—1676.9.—?        | Михаил Вуяхевич-Высочинский  | гетманство Петра Дорошенко                         |
| 1669—1672             | Карп Мокриевич               | гетманство Демьяна Многогрешного                   |
| 1672—1687.2.          | Сава Прокопович              | гетманство Ивана Самойловича                       |
| ?—1670.5.10.—?        | Герман Гапонович             |                                                    |
| 1680—1690е годы       | Захар Шуйкевич               |                                                    |
| 1687—1689             | Василий Кочубей              | гетманство Ивана Мазепы                            |
| 1702—1709.6.27.       | Филипп Орлик                 | гетманство Ивана Мазепы                            |
| 1709—1723             | Семен Савич                  | гетманство Ивана Скоропадского и Павела Полуботока |
| 1727 — 1728           | Семен Чуйкевич               | гетманство Даниила Апостола                        |
| 1728 — 1739           | Михаил Турковский            | гетманство Даниила Апостола                        |
| 1741.2.20.—1742.11.5. | Андрей Безбородко            | правление Малороссийской коллегии                  |
| 1750.2.22.—1762.3.5.  | Андрей Безбородко            | гетманство Кирилла Разумовского                    |

## Гетманское правительство XVII-XVIII веков

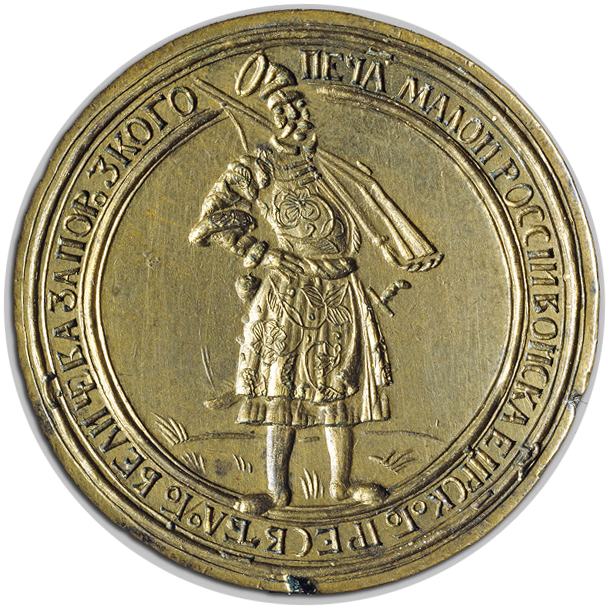
Печать Войска Запорожского времен гетманства И. Мазепы, 1708 – 1714 гг.

Воинское звание высшего должностного лица в военно-административном аппарате Запорожской Сечи, Войска Запорожского (реестрового), Гетманщины и Слободской Украины. Генеральный писарь возглавлял генеральную войсковую канцелярию, исполняя обязанности государственного секретаря: ведал всей войсковой и государственной документацией, готовил указы и приказы, занимался корреспонденцией, отвечал за сохранность войсковой печати. Был первым советником гетмана, участвовал в переговорах на высшем уровне, принимал послов иностранных государств и войск. В военное время исполнял функции, близкие к функциям современного начальника Генерального штаба.

## Генеральный секретариат УЦР УНР
Генеральный писарь в 1917-18 годах — член Генерального секретариата УЦР УНР - высшее должностное лицо Украинской Народной Республики. Вел дела украинского правительства, сохранял государственную печать, утверждал законность и силу документов. Должность генерального писаря существовала с 15 (28 июня) 1917 года по 9 (22 января) 1918 года.
Генеральными писцами были Павел Христюк, Александр Лотоцкий. С ноября 1917 - дела Генерального секретариата вел заместитель генерального писаря Иван Мирный. 22 января 1918 года в связи с преобразованиями Генерального секретариата в Совет Народных Министров УНР, вместо генерального писаря была установлена должность государственного писаря. Государственным писарем УНР стал Иван Мирный.

## Генеральный писарь канцелярии и государственный секретарь времен Украинской державы
Для приема просьб и жалоб и личной переписки гетмана Павла Скоропадкого устанавливалась при нём Собственная Его Светлости Гетьмана всей Украины канцелярия. Канцелярия состояла из генерального писаря Канцелярии, собственно Канцелярии (помощников генерального писаря, старшин по поручениям, делопроизводителя, машинисток, хроникера) и медика господина гетмана. Кроме ведения делопроизводства, Канцелярия имела отдельные признаки внутренней и внешней разведки при гетмане. Генеральным писарем Канцелярии стал Иван Полтавец-Остряница.
В правительстве Украинской державы, Совете Министров, управление делами Совета министров возлагалось на Генерального (позднее — государственного) секретаря и подчиненную ему Генеральную канцелярию.